# Walter Norman Koelz

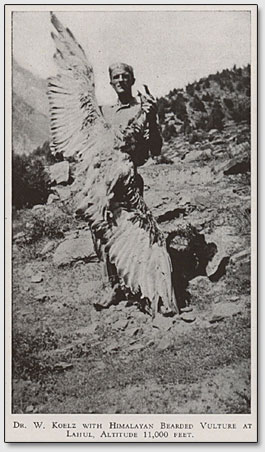
Walter Koelz mit einem Bartgeier im Himalaya

Walter Norman Koelz (* 11. September 1895 in Waterloo, Michigan; † 24. September 1989 ebenda) war ein US-amerikanischer Naturforscher und Anthropologe. Sein Interessensschwerpunkt waren Vögel. Ferner sammelte er Pflanzen- und Fischproben sowie anthropologische Artefakte.

## Leben und Wirken
Die Eltern von Walter Koelz waren Deutschamerikaner, schwäbische Einwanderer aus dem Schwarzwald. Sein Vater arbeitete als Dorfschmied in Waterloo. Koelz studierte Zoologie und wurde 1920 zum Ph.D. an der University of Michigan promoviert. 1925 nahm er an der McMillan-Expedition in die amerikanische Arktis teil. Während seiner Arbeit an der University of Michigan studierte er die Coregoninae am Institut für Fischereiforschung. 1930 wurde er Leiter der biologischen Abteilung am Himalaya-Forschungsinstitut von Nicholas Roerich im Kullu-Tal im indischen Bundesstaat Himachal Pradesh. Im nahegelegenen Naggar betrieb er botanische Studien. 1932 kehrte er nach Michigan zurück. Koelz hegte ein großes Interesse an der tibetischen Kultur. Dies führte dazu, dass er im September 1932 einen Posten als Wissenschaftlicher Mitarbeiter am Anthropologischen Museum der University of Michigan (UMMA) annahm, der durch den Charles L. Freer Fund finanziell unterstützt wurde.
Im Sommer 1933 kam Koelz in den Himalaya nach Britisch-Indien, wo er anthropologisches Material sammelte. 1936 bereiste er ein weiteres Mal Indien, um Pflanzen zu sammeln. Von 1939 bis 1946 unternahm Koelz Expeditionen nach Persien, Nepal und Teilen Indiens, einschließlich Assams, wo er eine große Vogelsammlung zusammentrug. Über seine Forschungsarbeit in Persien erschien 1983 ein Buch mit dem Titel Persian Diary: 1939–1941.
1956 erhielt Koelz den Frank N. Meyer Memorial Award (gestiftet zu Ehren des Kulturpflanzenforschers Frank Nicholas Meyer (1875–1918)) von der American Genetic Association für seine herausragenden Verdienste für die Landwirtschaft. Er fand eine krankheitsresistente Wildmelone in Kalkutta, mit der der Melonenanbau in Kalifornien in den 1950er-Jahren verbessert werden konnte.
Koelz sammelte über 60.500 Vogelbälge. Davon befinden sich 32.723 in der ornithologischen Sammlung des Zoologischen Museums der University of Michigan (UMMZ). Etwa 8.500 Exemplare werden im American Museum of Natural History (AMNH) aufbewahrt. Seine etwa 30.000 Pflanzenproben befinden sich im Herbarium der University of Michigan und in anderen großen Herbarien der Vereinigten Staaten.

## Dedikationsnamen
Nach Koelz sind unter anderem die Taxa Aethopyga nipalensis koelzi (Unterart des Grünschwanz-Nektarvogels), Sitta cinnamoventris koelzi (Unterart des Zimtbauchkleibers), Margariscus margarita koelzi und Amphistichus koelzi benannt.

## Veröffentlichungen (Auswahl)
- Koelz, W. (1921) Description of a new cisco from the Great Lakes. Occ. Pap. Mus. Zool. U. Michigan 104: 1–4. https://biodiversitylibrary.org/page/13902351
- van Tyne, J; Koelz, W (1936). Seven new birds from the Punjab. Occ. Pap. Mus. Zool. U. Michigan 334: 1–6.
- Koelz, W. (1937) Notes on the birds of Spiti, a Himalayan province of the Punjab. Ibis. 14 (1): 86–104. doi:10.1111/j.1474-919x.1937.tb02164.x.
- Koelz, W. (1939) Additions to the avifaunal list of Lahul. Ibis. 14 3 (2): 354–356. doi:10.1111/j.1474-919x.1939.tb03986.x.
- Koelz, W. (1939) Three new subspecies of birds. Proc. Biol. Soc. Washington 52: 121–122.
- Koelz, W. (1939) New birds from Asia, chiefly from India. Proc. Biol. Soc. Washington 52: 61–82.
- Koelz, W. (1940) Notes on the birds of Zanskar and Purig, with appendices giving new records for Ladakh, Rupshu, and Kulu. Papers Michigan Acad. Sci. Arts Letters 25: 297–322.
- Koelz, W. (1940) Notes on the winter birds of the lower Punjab. Papers Michigan Acad. Sci. Arts Letters 25: 323–356.
- Koelz, W. (1942) Notes on the birds of the Londa neighbourhood, Bombay Presidency. JBNHS. 43 (1): 11–38.
- Koelz, W. (1947) Notes on a collection of birds from Madras Presidency. JBNHS. 47 (1): 128–142.
- Koelz, W. (1949) A new hawk from India. Auk 66 (1): 82–83. doi:10.2307/4080678.
- Koelz, W. (1950) New subspecies of birds from southwestern Asia. Am. Mus. Novit 1452: 1–10.
- Koelz, W. (1951) Four new subspecies of birds from southwestern Asia. Am. Mus. Novit 1510: 1–3.
- Koelz, W. (1951) New birds from India. J. Zool. Soc. India 3 (1): 27–30.
- Koelz, W. (1952) New races of Indian birds. J. Zool. Soc. India 4 (1): 37–46.
- Koelz, W. (1952) New races of Assam birds. J. Zool. Soc. India 4 (2): 153–155.
- Koelz, W. (1954) Ornithological studies I. New birds from Iran, Afghanistan, and India. Contrib. Instit. Regional Explorations 1: 1–32.
- Koelz, W. (1954) Ornithological studies III. On the validity of Galerida malabarica propinqua Koelz. Contrib. Instit. Regional Explorations 1: 33.